# Dschaʿfar as-Sādiq ibn Amīr Mufaddal Saif ad-Dīn

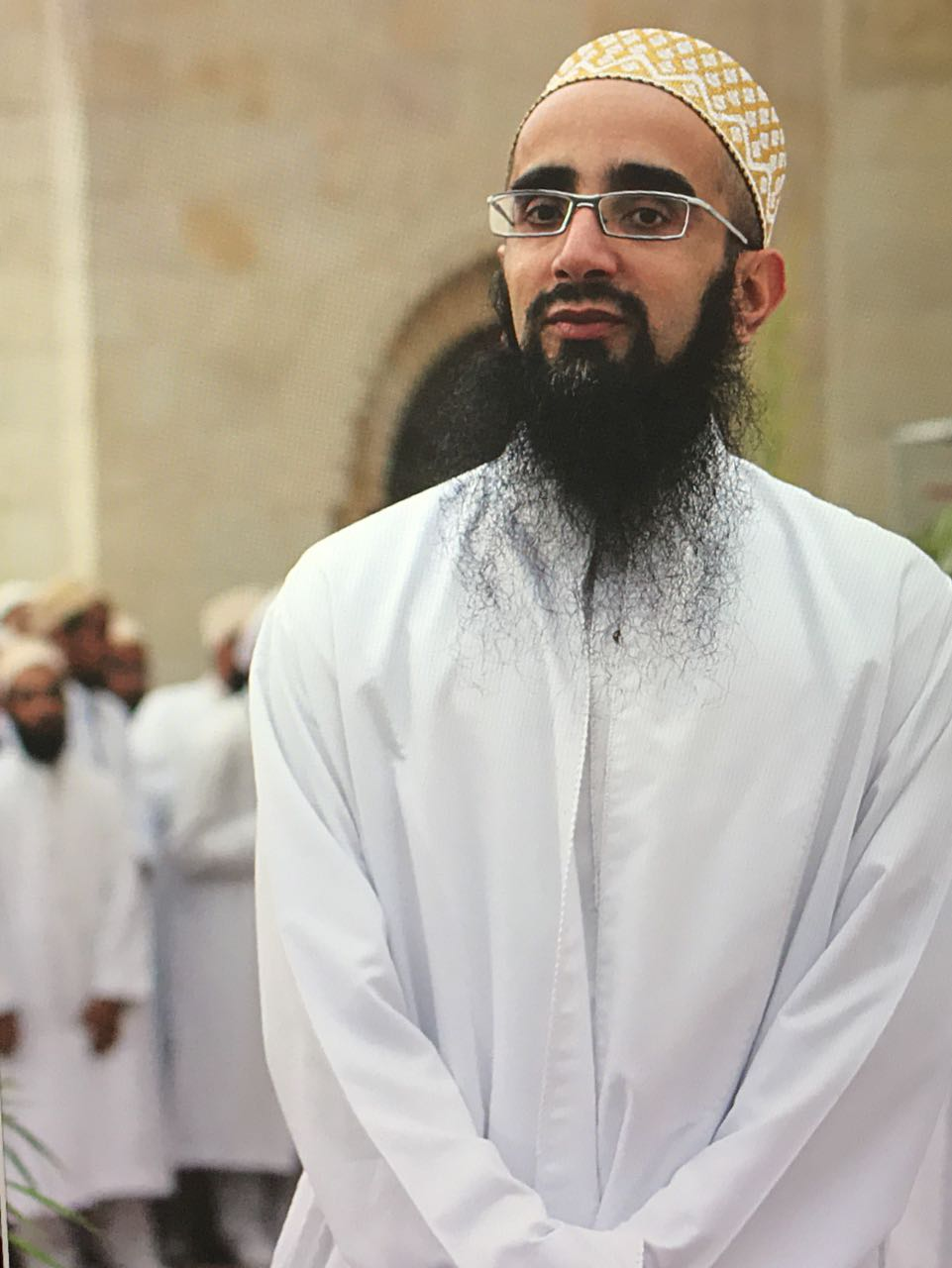
Porträt

Dschaʿfar as-Sādiq ibn Amīr Mufaddal Saif ad-Dīn (arabisch جعفر الصادق مفضل سيف الدين, DMG Ǧaʿfar aṣ-Ṣādiq ibn Amīr Mufaḍḍal Saif ad-Dīn; weitere Schreibweise  Ja'far us Sadiq bin Amir Mufaddal Saifuddin) ist ein muslimischer Gelehrter aus der Familie der höchsten religiösen Würdenträger der tayyibitisch-ismailitischen Dawudi Bohras (Dawoodi Bohras), die den Titel eines Dāʿī muṭlaq (“absoluter Dāʿī”) innehaben. Er ist Enkel des 52. Dāʿī muṭlaq Mohammed Burhanuddin (1915–2014) und der älteste Sohn des 53. Dāʿī muṭlaq Mufaddal Saifuddin (geb. 1946).
Er ist Autor und Wissenschaftler auf den Gebieten des Islams, der Ismailiten, Fatimiden und Dawudi Bohras und auch ein religiöser Dichter.
Er studierte arabische Literatur an der Universität Kairo und schloss sein Studium an der al Dschamea tus Saifiyah – der höchsten Bildungseinrichtung der Dawudi Bohras – in Surat, Indien mit dem Titel eines al Faqih al dschayyid (Masters in Islamic Jurisprudence), ab. Er macht derzeit auch ein Master-Studium in arabischer Literatur am Institut für Arabische Forschung und Studien der Arabischen Organisation für Bildung, Kultur und Wissenschaften (ALECSO, Arab League Educational, Cultural and Scientific Organization) in Kairo.
Er lehrt an der al Dschamea tus Saifiyah im indischen Surat und ist einer der Senior Fellows des Königlichen Aal al-Bayt Instituts für islamisches Denken (Royal Aal Al-Bayt Institute for Islamic Thought).
Während der Restaurierung von fünf Moscheen der Fatimiden in Kairo durch Syedna Mohammed Burhanuddin veröffentlichte er verschiedene Werke über die architektonischen Besonderheiten einer jeden dieser Moscheen (al-Anwar, al-Aqmar, al-Dschuyuschi, al-Azhar, al-Lulua), zwei davon wurden ins Englische übersetzt (siehe Fotos unten).
Für sein in arabischer Sprache verfasstes Werk أدب المناظرة والحجاج في المجالس المؤيدية / abad al-munāẓara wa-l-ḥaǧǧāǧ fī l-maǧālis al-muʾayyadiyya, worin er den Argumentationsstil von Mu'ayyad fi d-Din asch-Schirazi in den acht Bänden seines Madschālis al-Mu'ayyadīya / المجالس المؤيدية untersucht, erhielt er 2013 einen Doktortitel in Literatur und Philosophie von der Universität Kairo.
Er war einer der Unterzeichner der Botschaft aus Amman (Amman Message).

## Schriften (Auswahl)

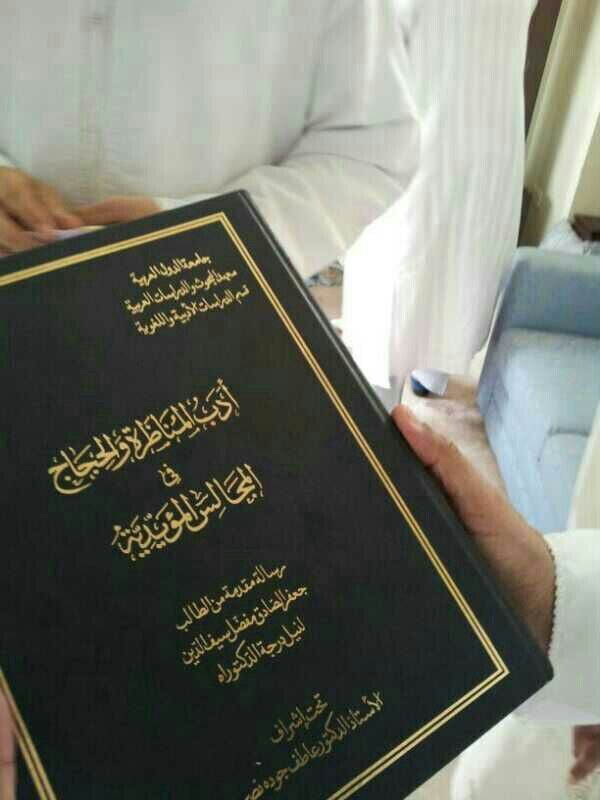
Doktorarbeit von Dschafar Sadiq Saifuddin

- al Aqmar: A Living Testimony to the Fatemiyeen (2000)
- al Juyushi: A Vision of the Fatemiyeen (2002)